# Зенченко Олексій Дмитрович
Олексій Дмитрович Зенченко (нар. 17 жовтня 1996, Чернігів, Україна) — український футболіст, захисник «Чернігова».

## Клубна кар'єра
Народився в Чернігові. Вихованець місцевої «Юності», у футболці якої з 2009 по 2014 рік виступав у ДЮФЛУ. Дорослу футбольну кар'єру розпочав 2015 року в команді «Полісся» (Добрянка), яка виступала в чемпіонаті Чернігівської області (відіграв 2 сезони). Навесні 2016 року приєднався до складу представника аматорського чемпіонату України «Єдність» (Плиски). Другу половину сезону 2016/17 років провів у складі іншого представника аматорського чемпіонату України, «Авангарду» (Корюківка). З літа 2017 по березень 2018 рік виступав за «Чернігів» в обласному чемпіонаті та аматорському чемпіонаті України. З квітня по жовтень 2018 року захищав кольори «Полісся» (Ставки) в чемпіонаті Житомирської області.
Навесні 2019 року повернувся в «Чернігів», де спочатку виступав в обласному чемпіонаті та аматорському чемпіонаті України. На професіональному рівні в складі «городян» дебютував 6 вересня 2020 року в переможному (2:0) виїзному поєдинку 1-го туру групи А Другої ліги України проти «Рубікона». Олексій вийшов на поле на 55-й хвилині, замінивши Анатолія Романенка. Першим голом у професіональному рівні відзначився 15 травня 2021 року на 47-й хвилині нічийного (2:2) домашнього поєдинку 22-го туру групи А Другої ліги України проти вінницької «Ниви». Зенченко вийшов на поле в стартвому складі та відіграв увесь матч.

## Кар'єра в збірній
У 2015 році виступав за збірну Чернігівської області з футболу.